# Dreamtide
I Dreamtide sono un gruppo musicale AOR/hard rock tedesco fondato nel 2001.

## Formazione
- Olaf Senkbeil (voce)
- Helge Engelke (chitarra)
- C.C.Behrens (batteria)
- Ole Hempelmann (basso)
- Torsten Luederwaldt (tastiere)

## Discografia
- 2001 - What You Believe In (EP)
- 2001 - Here Comes The Flood
- 2003 - Dreams For The Daring
- 2008 - Dream And Deliver